# Cottey
O Cottey é um córrego do departamento de Ain, França, afluente do Ródano.

## Geografia
O comprimento do seu curso de água é de 17,6 km.